# Nina Zilli
Nina Zilli, właśc. Maria Chiara Fraschetta (ur. 2 lutego 1980 w Piacenzy) – włoska piosenkarka i autorka tekstów. Reprezentantka Włoch w 57. Konkursie Piosenki Eurowizji (2012).

## Życiorys

### Wczesne lata i edukacja
Urodziła się 2 lutego 1980 w Piacenzy, a dorastała w Gossolengo.
Po przeprowadzce do Irlandii zaczęła występować na żywo, a w wieku 13 lat rozpoczęła naukę śpiewu operowego. Po ukończeniu szkoły średniej spędziła dwa lata w Stanach Zjednoczonych, gdzie mieszkała w Chicago i Nowym Jorku. W 2001 rozpoczęła studia akademickie na uniwersytecie w Mediolanie, które później ukończyła.

### Kariera
W 1997 założyła swój pierwszy zespół – The Jerks. W 2000 sformowała kolejną grupę – Chiara e gli Scuri, z którym podpisała kontrakt płytowy, a w 2001 wydała singiel „Tutti al mare” i rozpoczęła pracę nad albumem, który jednak nigdy nie został wydany z powodu nieporozumień z wytwórnią. Również w 2001 zadebiutowała jako VJ-ka w stacji MTV Italy.

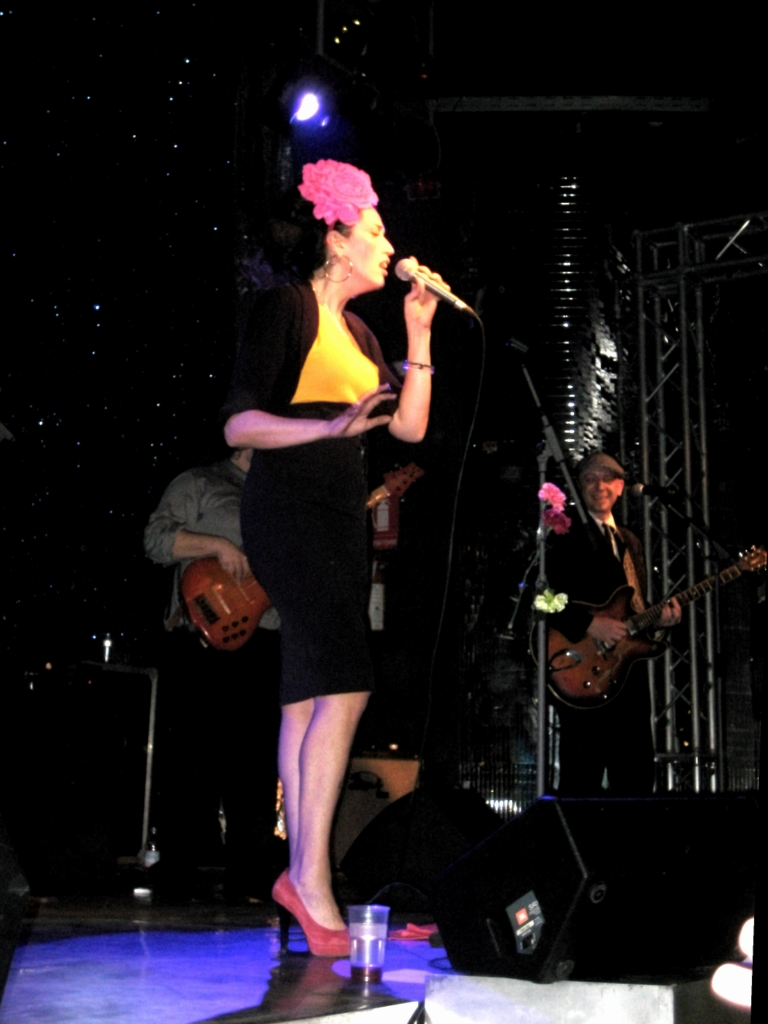
Zilli (20090

W 2009 zaczęła występować solo pod pseudonimem Nina Zilli, łączącym nazwisko jej matki z imieniem piosenkarki Niny Simone. 28 lipca 2009 wydała debiutancki singiel „50 mila”, który nagrała w duecie z Giuliano Palmą. 11 września – nakładem wytwórni Universal Music – wydała debiutancki minialbum, zatytułowany po prostu Nina Zilli, z którym zadebiutowała na 54. miejscu na włoskiej liście Federazione Industria Musicale Italiana.

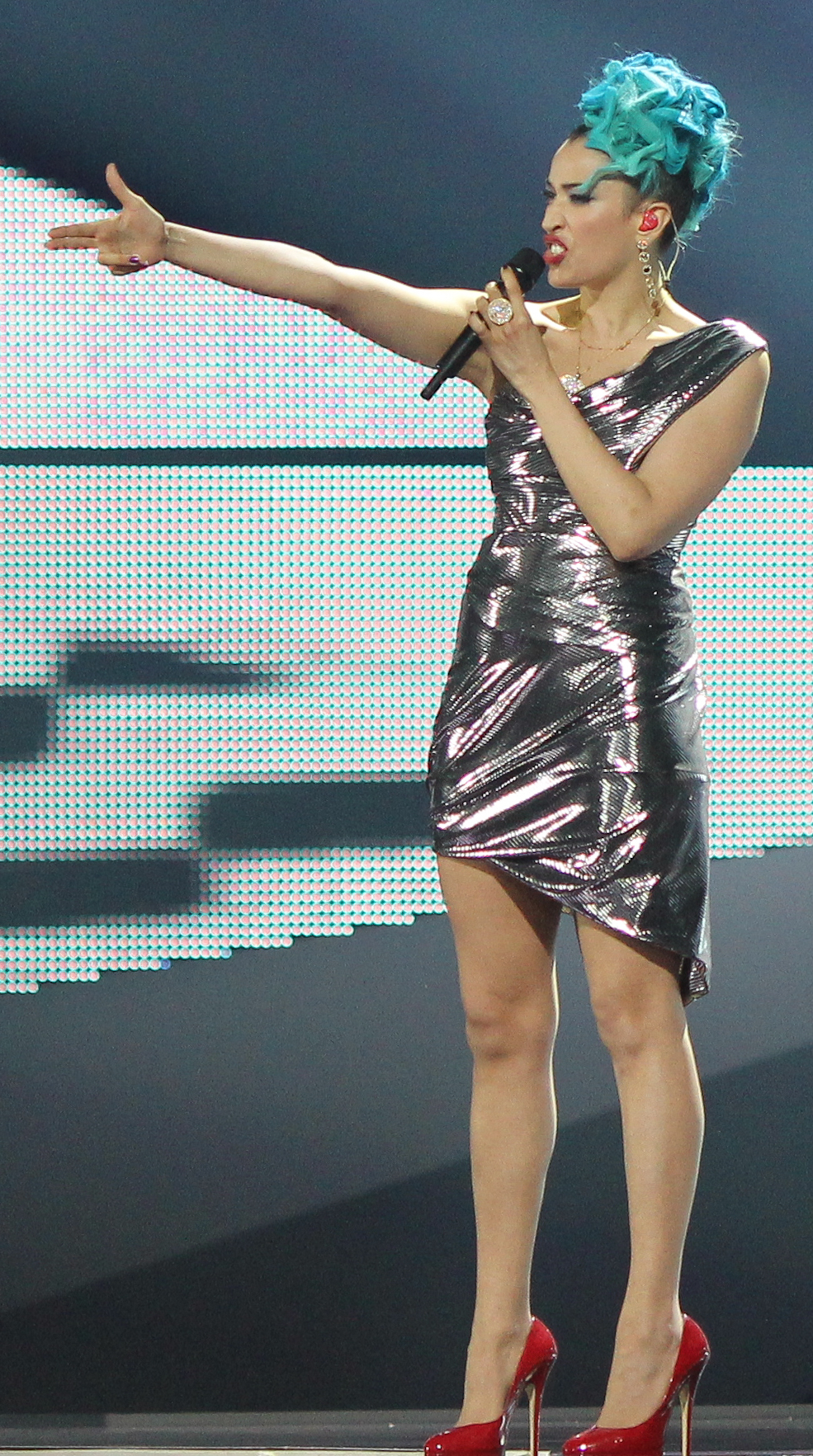
Zilli podczas 57. Konkursu Piosenki Eurowizji w Baku (2012)

12 stycznia 2010 została jedną z laureatek konkursu San Remo New Generation, dzięki czemu – „L'uomo che amava le donne” – z utworem udział w 60. Festiwalu Piosenki Włoskiej w San Remo i została dopuszczona do finału. Za wysoką sprzedaż singla otrzymała certyfikat złotej płyty przez Federazione Industria Musicale Italiana. 19 lutego 2011 wydała swój debiutancki album studyjny pt. Sempre Lontano. W tym samym miesiącu została nominowana do nagrody TRL Awards za najlepszy image i w kategorii „Włosi robią to lepiej”. 20 kwietnia poprowadziła galę rozdania nagród, która była transmitowana przez MTV Italy. W marcu 2011 jej album pt. Sempre lontano został wydany w Hiszpanii.
W styczniu 2012 została wybrana jedną z uczestników sekcji Wielkich Artystów na 62. Festiwalu Piosenki Włoskiej. W połowie lutego wydała album pt. L’amore è femmina, a w maju z tytułowym singlem reprezentowała Włochy w finale 57. Konkursie Piosenki Eurowizji w Baku, w którym zajęła dziewiąte miejsce.
W lutym 2015 wydała album pt. Frasi & fumo.

## Dyskografia
Albumy studyjne
- Sempre lontano (2010)
- L’amore è femmina (2012)
- Frasi & fumo (2015)
- Modern Art (2017)

Minialbumy (EP)
- Nina Zilli (2009)

Single
- 2009 – „50mila”
- 2009 – „L'inferno”
- 2009 – „L'amore verrà”
- 2010 – „L'uomo che amava le donne”
- 2010 – „Bacio d'a(d)dio”
- 2012 – „Per sempre”
- 2012 – „L’amore è femmina”
- 2012 – „Per le strade”
- 2012 – „Una notte”
- 2014 – „Uno di quei giorni” (wraz z J-Ax'em)
- 2015 – „Sola”
- 2015 – „#RLL (Riprenditi le lacrime)”
- 2017 – „Mi hai fatto fare tardi”
- 2017 – „Domani arriverà (Modern Art)”
- 2018 – „Senza appartenere”

Teledyski
- 2009 – „50mila”
- 2009 – „L'amore verrà”
- 2010 – „L'uomo che le donne amava”
- 2010 – „50mila” (nowa wersja)
- 2010 – „Bacio d'(d) dio”
- 2012 – „Per sempre”
- 2012 – „L'amore è femmina”
- 2012 – „Una notte”
- 2015 – „Uno di quei giorni” (wraz z J-Ax'em)
- 2015 – „Sola”
- 2015 – „#RLL (Riprenditi le lacrime)”
- 2017 – „Mi hai fatto fare tardi”
- 2017 – „Domani arriverà (Modern Art)”
- 2018 – „Senza appartenere”